# Black River (dopływ West Branch River John)
Black River – rzeka (river) w kanadyjskiej prowincji Nowa Szkocja, w hrabstwie Pictou, płynąca w kierunku północno-wschodnim i uchodząca do West Branch River John; nazwa urzędowo zatwierdzona 26 marca 1976.